# Francisco Javier Bascuñán Fariña
Francisco Javier Bascuñán Fariña (12 de noviembre de 1805 - 2 de octubre de 1877) fue un militar chileno, así como diputado suplente en el Congreso Nacional de Chile por Talca (1867-1870) e intendente interino de la región del Maule en 1853.

## Biografía
Era hijo de Juan Rafael Bascuñán Sotomayor y Juana Antonia Fariña Maturana, y descendiente de Francisco Núñez de Pineda y Bascuñán. Su esposa fue Petronila Vargas Vergara. Ingresó como cadete en la academia militar en 1817 y culminando en 1818, e integrando el patallón 1 de infantería con el grado de subteniente, permaneciendo en varios puestos hasta su baja en 1829. Participó en la Batalla de Cancha Rayada (1818) y en la batalla de Maipú (también en 1818), luego en el Combate de la Alameda de Concepción de 1820, en el Combate de las Vegas de Saldías al año siguiente y en la batalla de Mocopulli de 1824 donde resultó herido.